# مانوئل کاسترانی
مانوئل کاسترانی (انگلیسی: Manuele Castorani؛ زادهٔ ۷ اکتبر ۱۹۹۹) بازیکن فوتبال است.